# Szarovi Szent Szerafim
Szarovi Szent Szerafim/Szerafin, oroszosan Szerafim Szarovszkij (oroszul: Серафим Саровский), (1759. július 19. – 1833. január 2.) minden idők egyik leghíresebb orosz sztarece.

## Élete
Kurszkban született jómódú kereskedőcsaládból. Hároméves korában elveszítette édesapját, így mélyen vallásos édesanyja nevelte. 18 éves korában egy kijevi sztarec a szarovi monostort ajánlotta neki, ami körül az erdőségben remeteségek is meghúzódtak.
Szerafim 1779-ben kezdte meg újoncévét. Asztalosmunkára osztották be, s ebben a mesterségben igen nagy jártasságra tett szert. Ezekben az években ismerte meg a lelki élet nagy mestereinek írásait, köztük Szent Pakhomiosz Reguláját, Szent Makariosz homíliáit. A Szentírás mindennapi kenyerévé vált. Ekkor kezdte gyakorolni a Jézus-imát. Titokzatos betegség másfél évre ágyhoz szegezte, váratlan gyógyulását a Szent Szűz, Péter és János apostol közbenjárásnak tulajdonította.
1786. augusztus 13-án tette le a monasztikus fogadalmakat, a Prohor helyett ekkor kapta a Szerafim nevet. Tambov püspöke 1793-ban pappá szentelte. Szerafim ezt követően azonnal kérte, hogy remeteségbe vonulhasson. Remete kunyhójába csak a Szentírást és Pakhomiosz Reguláját vitte magával. Keményen böjtölt, hosszan virrasztott, abból élt, amit kertjében termesztett. Vasárnaponként visszatért a monostorba, hogy részt vegyen a közös liturgián. A magányban neki is meg kellett küzdenie a szenvedélyekkel, a kísértésekkel, leszállva a teremtményi lét titokzatos mélységeibe. Káromló gondolatok kerülgették, miközben a sztiliták módjára az éjszakát egy sziklán állva töltötte, s ismételte szüntelen: "Jézus Krisztus, az élő Isten Fia, irgalmazz nekem, bűnösnek!" A világot átjáró bűn valósággal megnémította, nem talált szavakat kozmikus tapasztalatai kifejezésére.
A monostor új elöljárója, nem jó szemmel nézve Szerafim növekvő népszerűségét, 1810-ben visszarendelte. Szerafim a monostorban is teljes hallgatásba burkolózott, hosszú imái alatt a Gyöngédség Anyja ikont szemlélte, ahhoz fordulva, akit "az örömök örömének" nevezett. Előtte aludte, térdelve, fejét kezére hajtva, várta a Jegyes érkezését.

1820-tól egyre többen keresték fel Szerafim sztarecet tanácsát kérve, mert tudták róla, rendelkezik a szellemek megkülönböztetésének és a lelkek vezetésének adományával. Szerafim minden tettében az Istenanyának engedelmeskedett. 1825-ben a Szent Szűz parancsára kilépett magányából, szeretettől megindultan így köszöntötte látogatóit: "Boldogságom, Krisztus Feltámadt!!" A hozzá bekopogtatók képviselték az orosz társadalom minden rétegét a cártól a muzsikig. A feljegyzések szerint Szerafim nem csak a lélekbe látás és a tanácsadás adományával rendelkezett, hanem imájával számos csodás gyógyulást is kieszközölt.
1825-ben megfogant benne egy apácamonostor alapításának gondolata. A terv Divejovóban meg is valósult. A Jelena Vasziljevna által vezetett közösségnek Szerafim haláláig lelki vezetője maradt. 1833-ban hunyt el, teljes magányban, az Istenanya ikonja előtt térdelve. Az orosz ortodox egyház 1903-ban kanonizálta.
Szerafim egyenes folytatója lett Remete Szent Antal, Szórai Szent Nilus, Palamasz Szent Gergely lelkiségi hagyományának, sztarec lett, aki úgy vezette a lelkeket Isten országa felé, hogy tudta, felelős értük. Tanításának központi tétele: a tisztuláson átment lélek megkapja a Szentlelket, aki lakást véve benne, isteni örömmel és békével árasztja el. Szerafim a Bibliai balga szüzek példájára hivatkozva állítja: bizonyára erényesek voltak, de zártak maradtak a Szentlélek előtt. A keresztény hivatás lényege a Szentlélek kegyelme felé való teljes megnyílás. Erre pedig minden embert képesség tesz a keresztség.
Szerafim lelkiségi "forradalma", a sztarec-mozgalom kétségtelenül döntő szerepet játszott az orosz egyház ébredésében. Ő volt leki mestere a XIX. századi "szent Oroszországnak".

## Művei magyarul
- Szárovi Szent Szerafim élete és tanítása; összeáll., ford. Hidász Ferenc; Nyolc Boldogság Katolikus Közösség, Homokkomárom, 1996, 112 oldal, ISBN 963-002-017-3
- A Szentlélek megszerzése. A Szent beszélgetése N. A. Motovilovval a keresztény élet céljáról; ford. Somlai György; Terebint, Bp., 1996, 63 oldal, 963-046-481-0